# Claude Allier
Pour les articles homonymes, voir Allier.
Claude Allier, né à une date inconnue et mort exécuté le 5 septembre 1793, est un prêtre catholique et contre-révolutionnaire français .

## Biographie
Curé de Chambonas, l'abbé Claude Allier se rend à Coblence en janvier 1792. En juillet de la même année, il organise le troisième camp de Jalès, qui se solde par le massacre des centaines de royalistes rassemblés sur place pour l'occasion. Il participe l'année suivante à l'insurrection du Gévaudan, menée par Marc-Antoine Charrier. Arrêté le 18 août 1793, il est guillotiné le 5 septembre suivant.
Son frère, Dominique, est exécuté à son tour à Lyon en novembre 1798, après avoir combattu pour la cause royale dans l'armée de Condé, puis dans les Cévennes.
Ils apparaissent comme personnages du roman de Firmin Boissin Jan de la lune.